# Hoofddorp
Hoofddorp – miasto w Holandii w prowincji Holandia Północna. Miasto to zostało założone w 1853 roku. W mieście tym swoją siedzibę ma firma TNT N.V. Miasto należy do gminy Haarlemmermeer.
- Ludność: 79 650 (2023)[1]